# Formica (marque)
Pour les articles homonymes, voir Formica (homonymie).

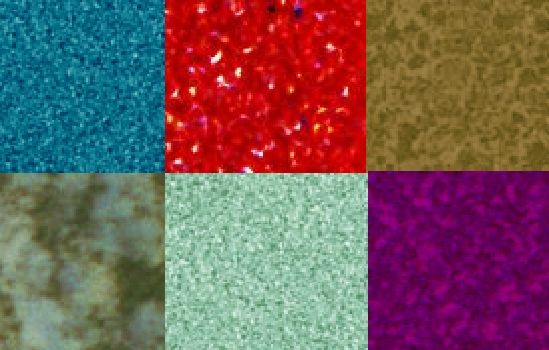
Échantillons de Formica.

Formica est une marque déposée de produits à base de mélamine, utilisée dans les bois mélaminés.
Inventé par l'entreprise Westinghouse aux États-Unis en 1912, ce matériau est utilisé à l'origine pour remplacer le mica dans les applications électriques. Néanmoins, il est utilisé pour divers usages dans l'ameublement.